# Капіс (засновник Капуї)
Капіс (грец. Κάπυς) — античний міфічний герой, засновник міста Капуя в італійській провінції Кампанія.
Існує кілька варіантів міфу про Капіса та походження назви міста Капуя. Згідно з «Енеїдою» Вергілія Капіс був троянцем. Він пропонував не приймати троянського коня у подарунок. Після падіння Трої приєднався до Енея. Згодом захопив Кампанію та заснував Капую.
Відповідно до іншої традиції, засновником Капуї був не Капіс, але Ромос - один із синів Енея. Він назвав місто на честь свого прадіда - батька Анхіса, що теж називався Капісем.
Є також варіант, що Капіс не був троянцем, а самнітом.
Римський граматик Мавр Сервій Гонорат вважав, що назва міста Капуя походить з етруського слова, що означає «сокіл».